# Wijken en buurten in De Bilt
De Nederlandse gemeente De Bilt is voor statistische doeleinden onderverdeeld in wijken en buurten. De gemeente is verdeeld in de volgende statistische wijken:
- Wijk 00 De Bilt (CBS-wijkcode:031000)
- Wijk 01 Bilthoven-Zuid (CBS-wijkcode:031001)
- Wijk 02 Bilthoven-Noord (CBS-wijkcode:031002)
- Wijk 03 Hollandsche Rading (CBS-wijkcode:031003)
- Wijk 04 Maartensdijk (CBS-wijkcode:031004)
- Wijk 05 Groenekan (CBS-wijkcode:031005)
- Wijk 06 Achttienhoven-Westbroek (CBS-wijkcode:031006)

Een statistische wijk kan bestaan uit meerdere buurten. Onderstaande tabel geeft de buurtindeling met kentallen volgens het Centraal Bureau voor de Statistiek (2008):
| CBS-buurtcode | Buurtnaam                   | Inwonertal | Opp. totaal (ha) | Opp. land (ha) | Ligging                |
| ------------- | --------------------------- | ---------- | ---------------- | -------------- | ---------------------- |
| BU03100001    | Steinenburg                 | 260        | 45               | 44             | Locatie in de gemeente |
| BU03100002    | Weltevreden                 | 5790       | 110              | 110            | Locatie in de gemeente |
| BU03100008    | De Bilt                     | 8740       | 587              | 584            | Locatie in de gemeente |
| BU03100009    | Verspreide huizen Oostbroek | 130        | 384              | 377            | Locatie in de gemeente |
| BU03100100    | Bilthoven-Zuid              | 7600       | 473              | 473            | Locatie in de gemeente |
| BU03100200    | Bilthoven-Noord             | 4940       | 320              | 320            | Locatie in de gemeente |
| BU03100201    | De Leyen                    | 4720       | 184              | 184            | Locatie in de gemeente |
| BU03100209    | Verspreide huizen           | 240        | 600              | 600            | Locatie in de gemeente |
| BU03100300    | Hollandsche Rading          | 1250       | 166              | 166            | Locatie in de gemeente |
| BU03100309    | Verspreide huizen           | 150        | 298              | 298            | Locatie in de gemeente |
| BU03100400    | Maartensdijk                | 4930       | 964              | 964            | Locatie in de gemeente |
| BU03100401    | Achterwetering              | 90         | 24               | 24             | Locatie in de gemeente |
| BU03100402    | Nieuwe-Wetering             | 190        | 118              | 118            | Locatie in de gemeente |
| BU03100500    | Groenekan                   | 1560       | 761              | 756            | Locatie in de gemeente |
| BU03100501    | Blauwkapel                  | 130        | 143              | 122            | Locatie in de gemeente |
| BU03100600    | Achttienhoven-Westbroek     | 1270       | 1536             | 1493           | Locatie in de gemeente |